# Педагогическа поема
„Педагогическа поема“ е широко известно и най-значителното произведение на съветския педагог и писател Антон Макаренко.
В него се разказва за превъзпитаването на млади правонарушители в детска трудова колония в Украинска ССР (първоначално в Полтавска област, после местена в Харковска област), създател и ръководител на която е авторът от 1921 до 1928 г. Книгата е адресирана до широк кръг читатели.

## Сюжет
В „Педагогическа поема“ се разказва за създаването на колония, в която са изпращани безпризорни деца. Времето след революцията и продължаващата гражданска война е преобърнало съдбата на огромни слоеве от населението, но най-много на децата и юношите. Голяма част от тях, загубили семействата си, попадат на улицата и стават малолетни престъпници. Макаренко е човекът, който се отнася към тях като хора, които са имали много лош шанс в живота, но са нормални човешки същества и разумни хора. Той успява да превърне в сплотен колектив тези толкова различни деца и те се гордеят с това, което са постигнали със своя труд. Трудът е част от ежедневието на колонията и резултатите от този труд е причина за гордостта на колонистите през всички години. Пълното самоуправление на колонията е другото, с което те с право се гордеят. Показана е и борбата му със закостенялата педагогическа наука, която не може да се откаже от догмите си.
Голямата подкрепа на писателя Максим Горки, на чието име е наречена колонията, има голямо значение както за възпитаниците ѝ, така и за Антон Макаренко и в крайна сметка и за публикуването на книгата. В началото на българското издание са и писмата на писателя до Макаренко.

## Прототипи
Болшинството от главните действащи лица са с изменени фамилии. Изключение прави Макаренко.
- Семьон Калабалин е един от главните герои и е наречен в книгата Семьон Карабанов. Става известен педагог по примера на Макаренко.
- Агроном Фере е наречен Шере.
- Първообразът на Калин Иванович Сердюка е, според Н. Фере[1] Михаил Павлович.

## Издания
Книгата е преведена на български от Трайчо Костов.
- Педагогическа поема, изд. на БКП, 1947
- Педагогическа поема, трето издание, изд. на Бълг. раб. партия (комунисти), 1948; редактор: Богомил Райнов, илюстрации: А. Короткин
- Педагогическа поема, изд. на БКП, 1949
- Педагогическа поема, изд. „Народна култура“, 1963
- Педагогическа поема, изд. „Народна култура“, 1967
- Педагогическа поема, изд. „Партиздат“, 1979
- Педагогическа поема, изд. „Партиздат“, 1983